# Hemiscylliidae
Hemiscylliidae là một họ thuộc Bộ Cá nhám râu. Chúng được tìm thấy ở các vùng nước nông Ấn Độ Dương-Thái Bình Dương nhiệt đới.

## Chi và loài
- Chi Chioscyllium
  - Chiloscyllium arabicum Gubanov, 1980
  - Chiloscyllium burmensis Dingerkus & DeFino, 1983
  - Chiloscyllium caerulopunctatum Pellegrin, 1914
  - Chiloscyllium griseum J. P. Müller & Henle, 1838
  - Chiloscyllium hasseltii Bleeker, 1852
  - Chiloscyllium indicum (J. F. Gmelin, 1789
  - Chiloscyllium plagiosum (Bennett, 1830
  - Chiloscyllium punctatum J. P. Müller & Henle, 1838
- Chi Hemiscyllium
  - Hemiscyllium freycineti (Quoy & Gaimard, 1824
  - Hemiscyllium galei G. R. Allen & Erdmann, 2008
  - Hemiscyllium hallstromi Whitley, 1967
  - Hemiscyllium halmahera G. R. Allen, Erdmann & Dudgeon, 2013
  - Hemiscyllium henryi G. R. Allen & Erdmann, 2008
  - Hemiscyllium michaeli G. R. Allen & Dudgeon, 2010}}
  - Hemiscyllium ocellatum (Bonnaterre, 1788
  - Hemiscyllium strahani Whitley, 1967
  - Hemiscyllium trispeculare J. Richardson, 1843